# Lascahobas
Lascahobas, in creolo haitiano Laskawobas, è un comune di Haiti, capoluogo dell'arrondissement omonimo nel dipartimento del Centro.